# هوكنهايم
هوكنهايم (بالألمانية: Hockenheim) هي بلدة كبيرة ‏، مدينة وبلدة ألمانية تقع في ألمانيا في منطقة راين نيكار ‏.

## المدن التوأمة
مدن هوينشتاين-إرنستال، كوميرسي وموريسفيل (كارولاينا الشمالية) هي مدن توأمة لـهوكنهايم.

## أعلام
- تيمو كيرن
- إيفان بالازس
- باتريك ديبايلير